# Lahgyenpohja
Lahgyenpohja (cirill betűkkel Лахденпо́хья) város Oroszországban, Karéliában, a Ladoga-tó északnyugati partján.

## Története
A települést 1600-ban alakították, városi rangot 1945-ben szerzett. 1924-ig a Szijeklahti nevet viselte. 1918 és 1940 között Finnország része volt. A nevét a finn lahti (öböl) és a karjalai pohja (az öböl vége, az öböl legtávolabbi része) jelentésű szavakból kapta.

## Népesség
- 2002-ben 8 751 lakosa volt, akik főleg oroszok, karjalaiak és finnek.
- 2010-ben 7 813 lakosa volt, melynek 87,4%-a orosz, 4,1%-a fehérorosz, 3,5%-a ukrán, 2%-a karjalai.